# Gasteria baylissiana
Gasteria baylissiana es una especie de planta suculenta perteneciente a la familia Xanthorrhoeaceae. Es originaria de Sudáfrica.

## Descripción
Es una planta herbácea perennifolia, suculenta que alcanza un tamaño de 0.02 - 0.04 m de altura, a una altitud de hasta  300 metros en Sudáfrica.

## Taxonomía
Gasteria baylissiana fue descrita por Werner Rauh y publicado en S. African Bot. 43: 187, en el año 1977.